# Jiji-Erdbeben
Das Jiji-Erdbeben (chinesisch 集集大地震, Pinyin Jíjí dàdìzhèn), auch Chichi-Erdbeben oder 921-Erdbeben (chinesisch 九二一大地震, Pinyin Jiǔ-èr-yī dàdìzhèn, in Taiwan) genannt, ereignete sich in Zentral-Taiwan am 21. September 1999 um 01:47 Uhr Ortszeit. Das Epizentrum lag 9,2 km südwestlich vom Sonne-Mond-See, in der Nähe der Stadtgemeinde Jiji im zentraltaiwanischen Landkreis Nantou. Das Hypozentrum lag in etwa 8 Kilometer Tiefe. Die Stärke des Erdbebens wurde vom United States Geological Survey (USGS) mit der Momenten-Magnitude 7,6 bis 7,7 Mw gemessen. Das Beben verlief entlang der Chelongpu-Verwerfung parallel zu den Ausläufern des Taiwanischen Zentralgebirges und zog vor allem die Landkreise Nantou und Taichung (heute: Stadt Taichung) in Mitleidenschaft.

## Ablauf und Schäden

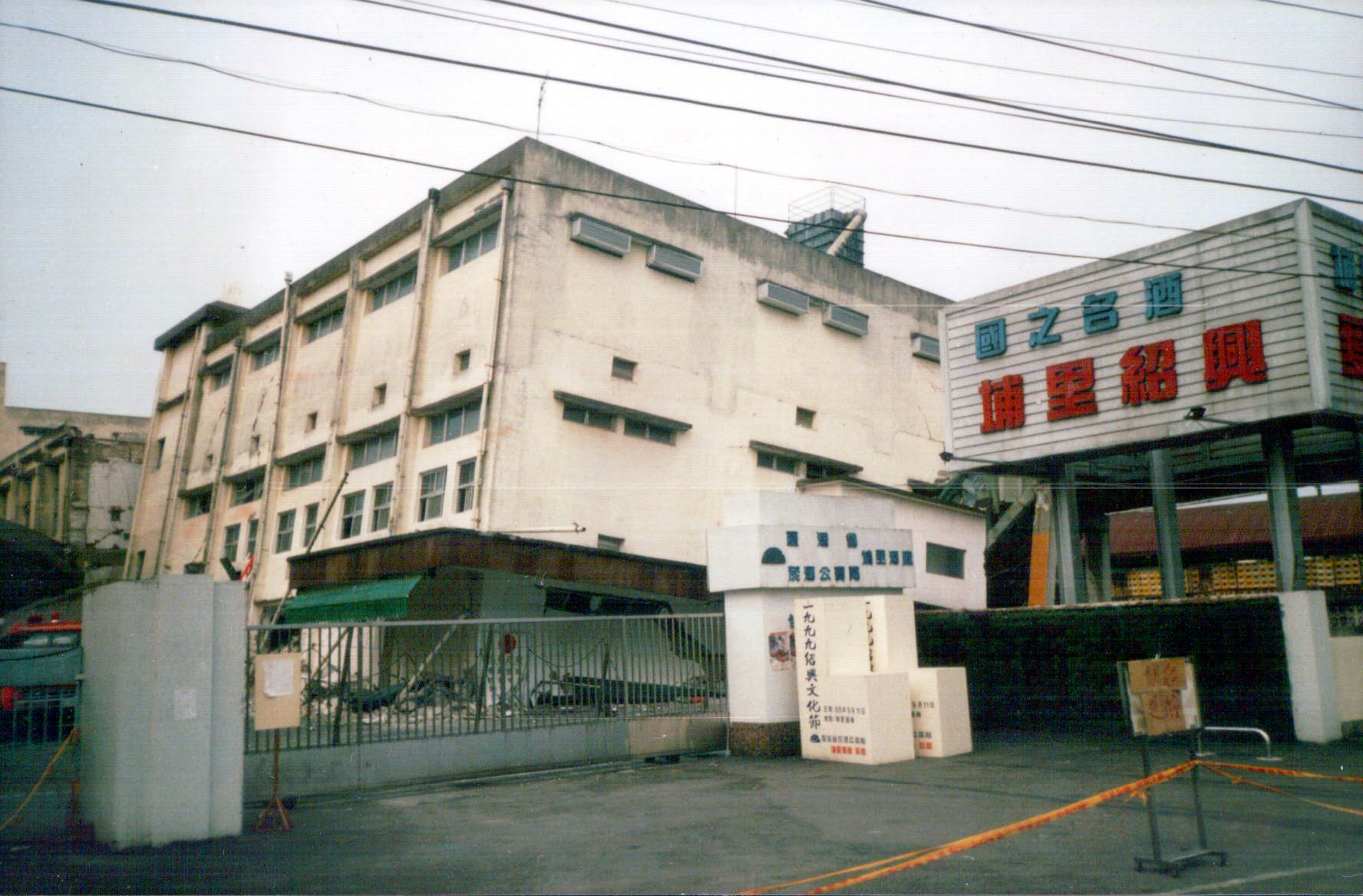
Zerstörtes Gebäude der Reiswein-Brauerei in Puli, der Stadt, die am nächsten zum Epizentrum lag

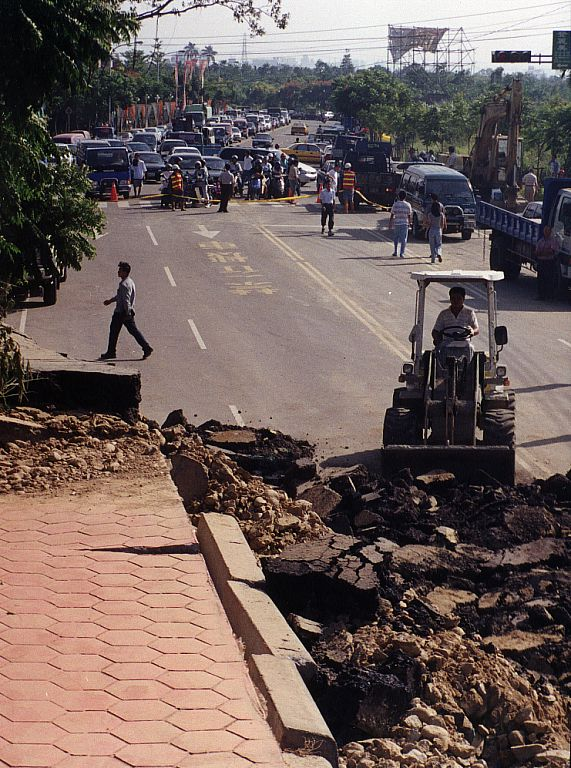
Straßenschäden in Taichung

Das Erdbeben ereignete sich in der Nacht kurz vor 2 Uhr und traf einen Großteil der Bevölkerung im Schlaf. Nach dem Hauptbeben kam es zu zahlreichen Nachbeben. Durch die Messgeräte wurden mehr als 10.000 Erdbewegungen aufgezeichnet, worunter auch vier sehr starke waren, drei davon mit Magnituden von 6,8 und eines mit Magnitude 6,5, die alle aus demselben Epizentrum kamen. In Bezug auf das seismische Moment war das Beben zehnmal stärker als das Erdbeben von Kōbe 1995 in Japan und 50 % stärker als das Erdbeben von Gölcük 1999 in der Türkei.

### Gebäude- und Personenschäden
Die schwersten Schäden ereigneten sich in den Landkreisen Taichung, Nantou, und Yunlin, aber auch in den nördlichen Regionen war das Beben deutlich zu spüren. Mehr als 8.500 Gebäude mit etwa 60.000 Wohneinheiten wurden zerstört und weitere 6.200 mit ungefähr 50.000 Wohnungen wurden schwer beschädigt. Die Zahl der Toten lag bei über 2.400 und mehr als 10.700 Personen wurden ernsthaft verletzt. Mehr als 100.000 Menschen wurden durch das Beben obdachlos. Unmittelbar nach dem Beben und den Zerstörungen setzten auch die Hilfs- und Rettungsmaßnahmen ein. Mehr als 5000 Personen konnten aus eingestürzten oder schwer beschädigten Gebäuden durch freiwillige Helfer und organisiertes Rettungspersonal geborgen werden. Eine besondere Herausforderung stellten die zahlreichen meist durch Erdrutsche zerstörten Straßen und Brücken dar, die es den Hilfskräften insbesondere in abgelegenen Gegenden erschwerten, zu den Opfern zu gelangen. Nahe dem Epizentrum ereigneten sich zwei große Erdrutsche, wovon der eine nahe Ansiedlungen unter sich begrub und der andere zur Aufstauung eines kleinen Flusses führte. Letzteres führte zur Evakuierung der flussabwärts lebenden Bevölkerung, da ein Dammbruch befürchtet wurde. Nach Regierungsangaben wurden 4.685 Personen erfolgreich aus ländlichen Gegenden evakuiert, nachdem Behelfsstraßen angelegt worden waren.
| Kreis              | Tote  | Verletzte | Vermisste | Geborgene | Evakuierung über Behelfsstraßen |
| ------------------ | ----- | --------- | --------- | --------- | ------------------------------- |
| Taipeh             | 710   | 3160      | 220       | 1490      | 0                               |
| Hsinchu            | 20    | 40        | 0         | 0         | 0                               |
| Taichung           | 1130  | 11120     | 0         | 1550      | 0                               |
| Chiayi             | 0     | 110       | 0         | 140       | 0                               |
| Landkreis Taipeh   | 390   | 1450      | 70        | 1920      | 0                               |
| Landkreis Taoyuan  | 30    | 840       | 0         | 0         | 0                               |
| Landkreis Hsinchu  | 0     | 40        | 0         | 0         | 0                               |
| Landkreis Miaoli   | 60    | 1960      | 0         | 340       | 0                               |
| Landkreis Nantou   | 8890  | 24210     | 100       | 21440     | 09120                           |
| Landkreis Taichung | 11700 | 56020     | 80        | 14020     | 19920                           |
| Landkreis Changhua | 290   | 3870      | 0         | 2860      | 0                               |
| Landkreis Yunlin   | 800   | 4230      | 0         | 6280      | 04540                           |
| Landkreis Chiayi   | 20    | 50        | 40        | 0         | 13270                           |
| Landkreis Tainan   | 10    | 10        | 0         | 0         | 0                               |
| Landkreis Yilan    | 0     | 70        | 0         | 0         | 0                               |
| Gesamt 0           | 24050 | 107180    | 510       | 50040     | 46850                           |

### Schäden in Industrie und Infrastruktur

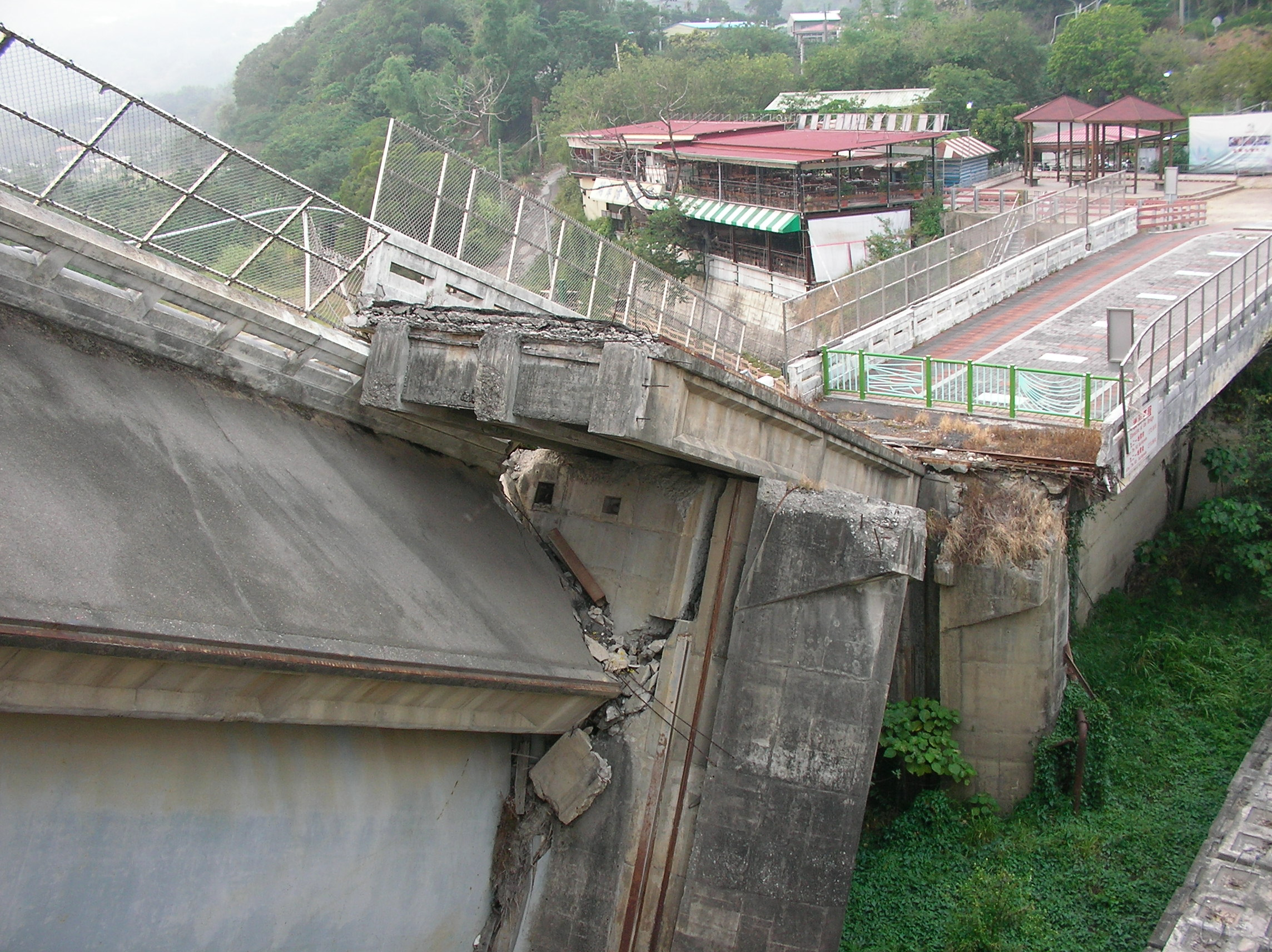
Der zerstörte Shihgang-Staudamm

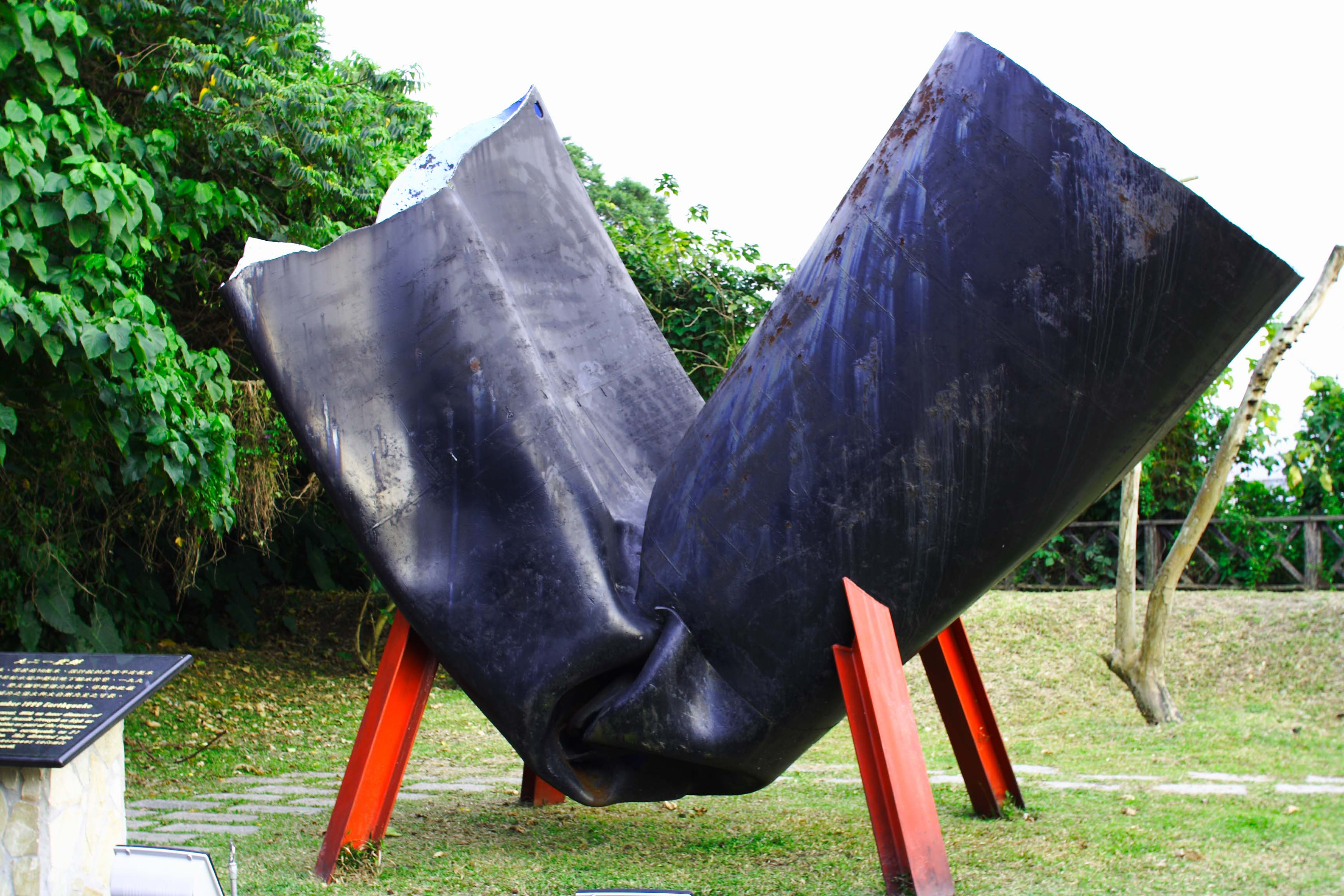
Eine in der Erdbebenzone unterirdisch verlegte, zerstörte Wasserleitung (2 Meter Rohrdurchmesser, Wanddicke 1,8 cm)

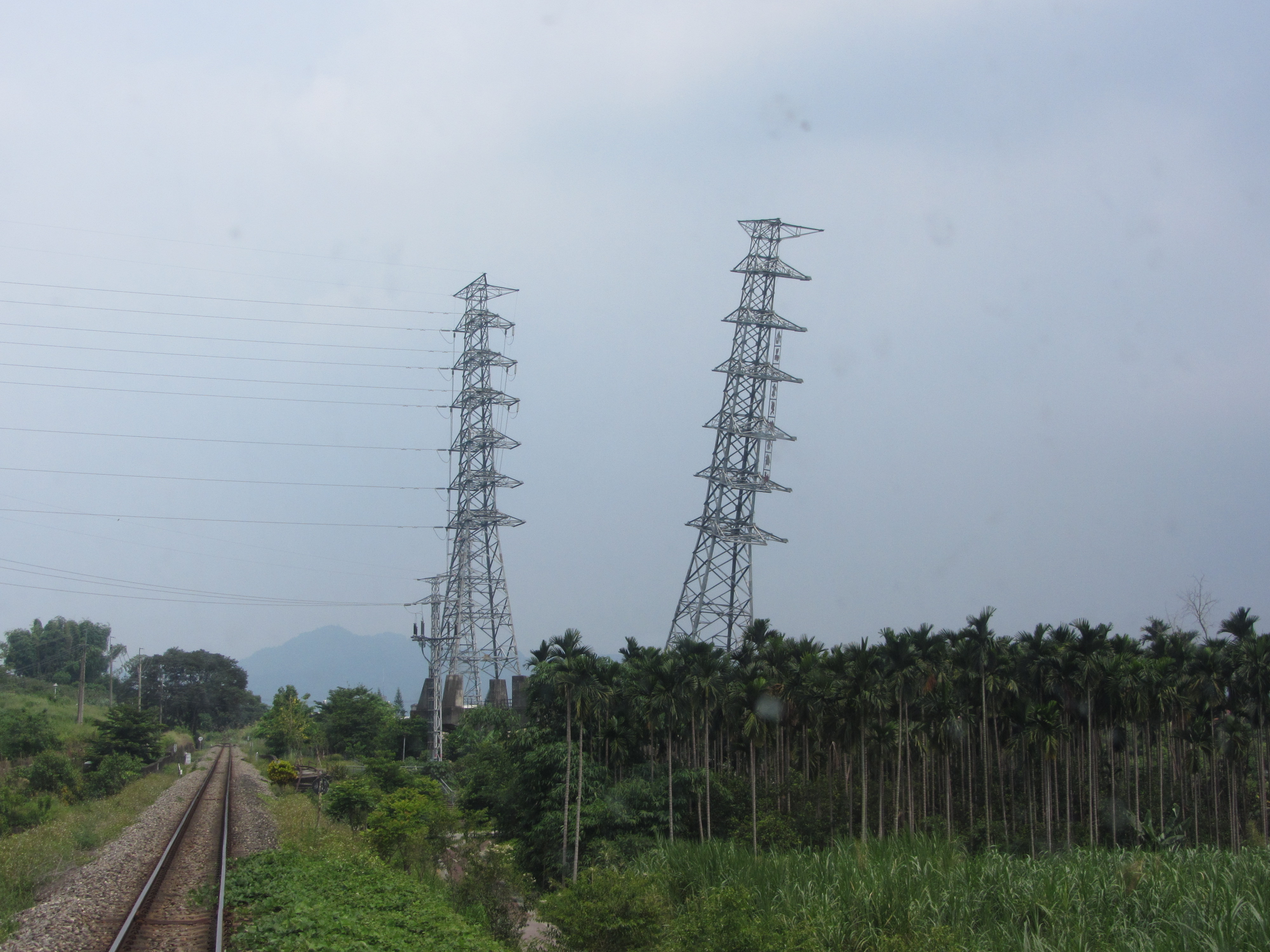
Beschädigte Freileitungsmasten im Landkreis Nantou

Etwa 9.000 Industriebetriebe in 53 Gewerbegebieten auf der ganzen Insel berichteten über Schäden durch das Erdbeben. Insgesamt waren die Gebäude- und Maschinenschäden eher moderat. Nur wenige Fabriken wurden zerstört. Im Industriepark Hsinchu wurde eine Anlage zur Präsizionsfertigung von Halbleiter-Bestandteilen beschädigt, wodurch ein erheblicher Schaden entstand. Viele Unternehmen in diesem Industriepark hatten jedoch kleinere Stromerzeugungsaggregate, die in Betrieb gesetzt werden konnten. Insgesamt musste die Produktion jedoch deutlich heruntergefahren werden, bzw. zum Teil fertiggestellte Produkte waren durch den Stromausfall beschädigt und damit wertlos geworden. Zwei Ankerplätze im Hafen von Taichung wurde durch Bodenverflüssigung zum Teil beschädigt. 30 von nach dem Beben inspizierten 590 Brückenbauwerken wiesen Schäden auf. Fünf waren ganz kollabiert, bei neun weiteren waren notfallmäßige Reparaturen erforderlich und 16 weitere wurden zwar als beschädigt, aber weiterhin sicher klassifiziert. Ausgedehnte Schäden am Shihgang-Staudamm, der etwa 40 bis 50 % des in der Region Taichung verbrauchten Wassers bereitstellte, führten ebenso wie Schäden an zahlreichen Wasserleitungen dazu, dass die Wasserversorgung von fast 5 Millionen Endabnehmern landesweit beeinträchtigt wurde.
Die Provinz-Landstraße 8 (中部橫貫公路), die wichtigste West-Ost-Querverbindung über das Zentralgebirge hinweg, wurde stark beschädigt und wegen späterer Sturmschäden und der hohen Kosten der Wiederherstellung 2009 ganz geschlossen.

### Ausfall der Energieversorgung
Als folgenreich erwies sich der Ausfall der Energieversorgung. Durch das Erdbeben kam es zu einem weitgehenden landesweiten Stromausfall. Für die Bewohner der relativ weit vom Epizentrum entfernten Hauptstadt Taipeh kündigte sich das Erdbeben sogar wenige Sekunden vorher durch den Stromausfall an. Der Stromausfall hatte drei Hauptursachen: Zum Ersten war ein Freileitungsmast ausgefallen, über den zwei der vier zentralen Hochspannungsleitungen führten, die die nördlichen mit den zentralen Teilen des Stromnetzes verbanden. Zum Zweiten war die Zhongliao (Chungliao)-Verteilerstation im Landkreis Nantou, ein zentraler Knotenpunkt zwischen den Netzen des Südens und des Nordens, durch einen Erdrutsch praktisch vollständig zerstört worden. Zum Dritten hatten die beiden Kernkraftwerke im Norden der Insel, Chin Shan und Kuosheng, – obwohl sie selbst nicht wesentlich vom Erdbeben betroffen waren – aufgrund der Imbalance des Stromnetzes eine Funktionsstörung und mussten für eine Woche heruntergefahren werden. Landesweit wurden 355 Hochspannungsmasten beschädigt. Die Zerstörung des Shihgang-Staudamms und des Umspannwerks an der Tienlun-Staumauer sowie weitere Schäden an Wasserkraftwerken trugen zum Ausfall der als Reserve benötigten Wasserkraftenergie bei.
Die sofort eingeleiteten Gegenmaßnahmen des Energieversorgers Taiwan Power Company („Taipower“) stellten nach und nach die Energieversorgung wieder her, indem ausgefallene Verbindungen provisorisch überbrückt wurden. Dabei wurden prioritätenmäßig zunächst kritische Einrichtungen berücksichtigt (Flughäfen, Eisenbahnen, Wasser- und Stromversorgung, Militäreinrichtungen), danach folgten große Industriebetriebe. Die Stromversorgung für kleinere Betriebe und Privathaushalte wurde zunächst rationiert. Die Wiederherstellung eines annähernden Normalzustandes in der Energieversorgung zog sich über Wochen nach dem Erdbeben hin.

### Internationale Hilfen

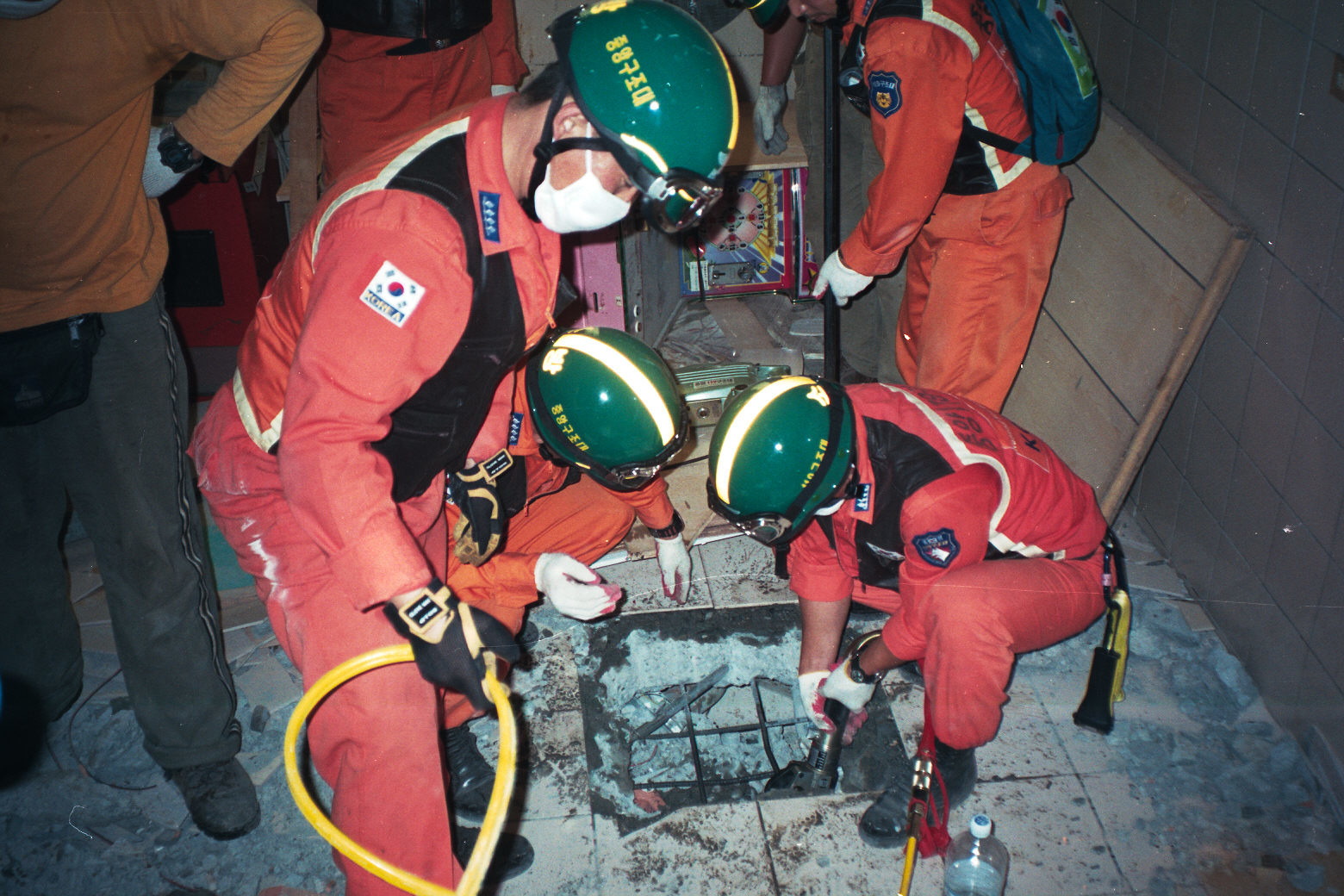
Ein Rettungsteam aus Südkorea beim Einsatz

Zahlreiche Organisationen aus dem Ausland boten nach der Katastrophe ihre Hilfe an. Da Taiwan von kaum einem Staat der Welt diplomatisch voll anerkannt wird, konnte diese Hilfe meist nicht durch direkte Regierungskontakte erfolgen, jedoch bekundeten viele Staatsoberhäupter und Regierungschefs angesichts des Unglücks ihre Anteilnahme mit dem taiwanischen Volk. Am Folgetag wurde bekannt, dass die Vereinigten Staaten eine 85-köpfige Hilfsmannschaft senden würden. Japan sagte eine 100-köpfige Hilfsmannschaft zu, Singapur sandte ein Team von 39 Helfern und Südkorea eines von 60 Rettungsspezialisten, Russland eines von 76, und die Türkei eines von 15. Hilfsangebote und zum Teil auch Personal kamen auch aus Deutschland, der Schweiz, dem Vereinigten Königreich, Spanien, Israel und Thailand. Zudem gab es zahlreiche Geldspenden aus aller Welt.

## Schadenanalysen

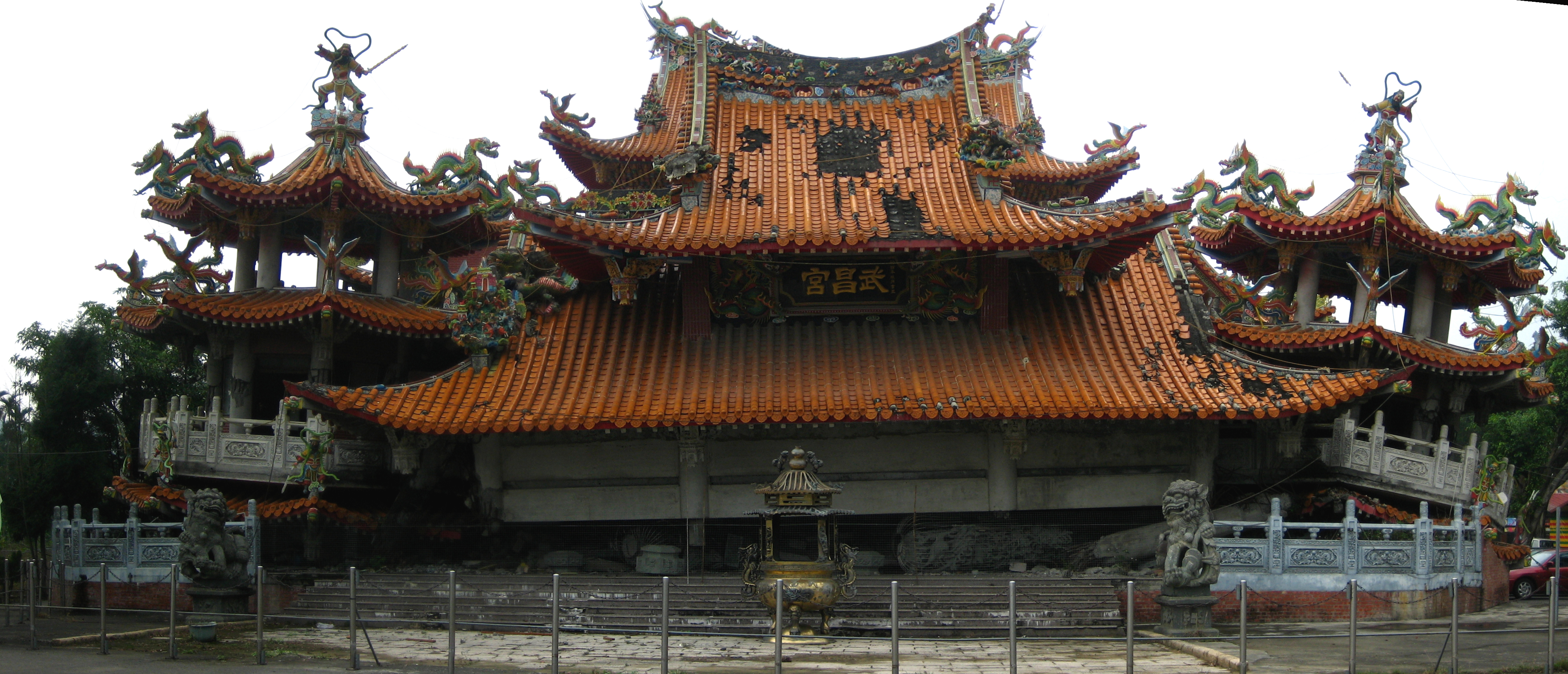
Zerstörter Wuchang-Tempel (武昌宮) in Jiji

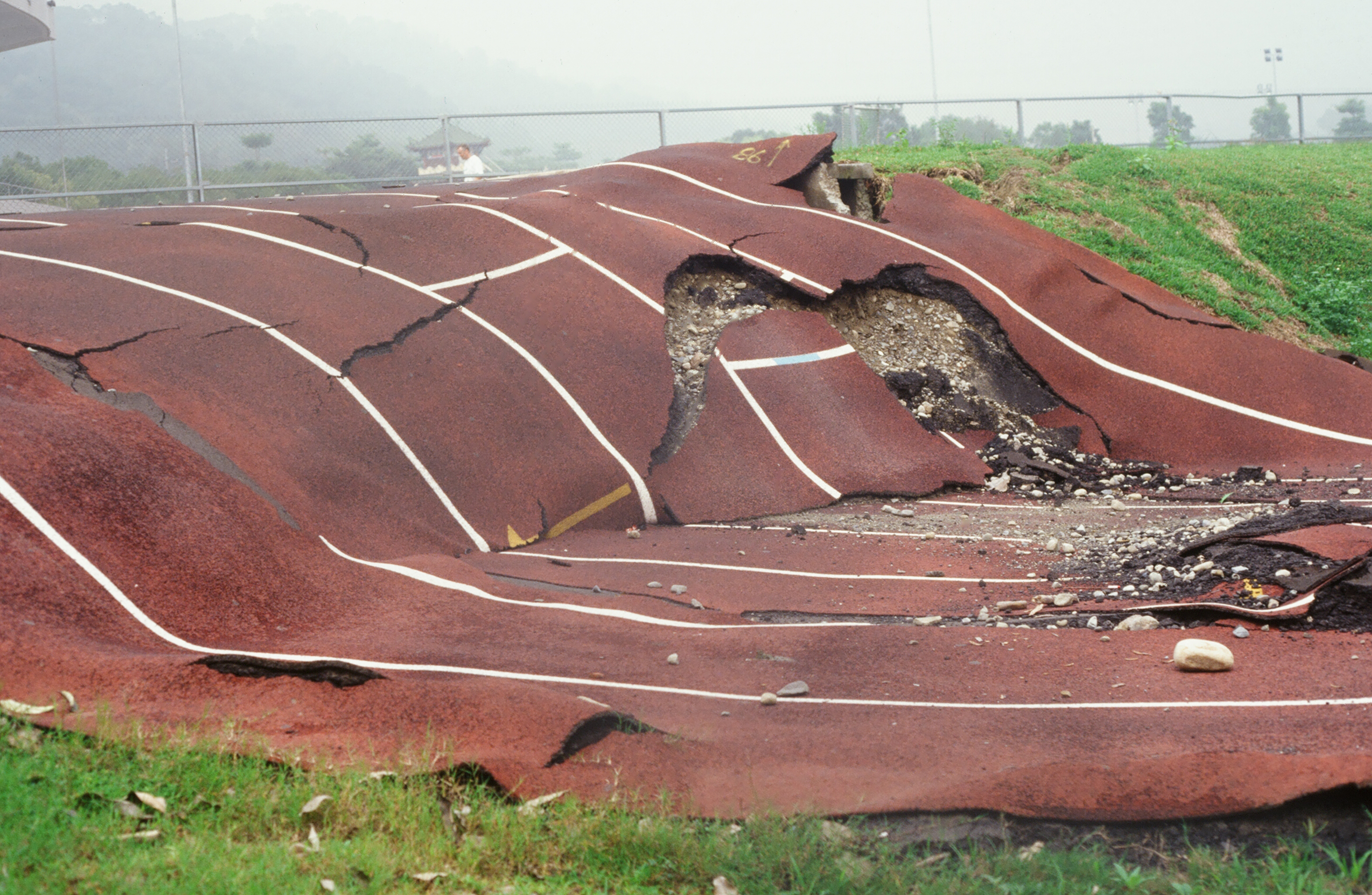
Beschädigte Leichtathletikanlage

Die schweren Schäden des Erdbebens kamen in gewisser Weise unerwartet und waren ein Schock. Das letzte vergleichbar schwere Erdbeben in Taiwan war das Hsinchu-Taichung-Erdbeben 1935 mit einer Magnitude von 7,1, das mindestens 3500 Menschenleben gefordert hatte. Bislang hatte man angenommen, dass die nördlichen und westlichen Inselregionen weniger von Erdbeben betroffen sein würden, als die östlichen, wo sich die Eurasische und Philippinische Platte berühren.
Der wirtschaftliche Gesamtschaden wurde auf etwa 10 bis 12 Milliarden US$, davon 8 bis 9 Milliarden US$ direkte Schäden und 2 bis 3 Milliarden US$ indirekte Schäden durch Produktionsausfälle, geschätzt. Darin enthalten waren geschätzte 600 Millionen US$ Versicherungsschäden.
Nach dem Erdbeben kamen Analysen zu dem Schluss, dass vor allem eine bestimmte Bauweise für die hohen Gebäudeschäden ursächlich war. Die allermeisten Gebäude in Taiwan sind weniger als 100 Jahre alt und seit Jahrzehnten bestehen genaue Bauvorschriften, um eine Erdbebensicherheit zu gewährleisten. Die beschädigten und zerstörten Gebäude waren dementsprechend auch in der Regel in Stahlbeton-Bauweise ausgeführt worden (Bauskelett aus Stahlbeton, aufgefüllt mit Mauerwerk). Jedoch war häufig zu wenig Wert auf ausreichend stabile und standfeste Stützpfeiler und Strukturen im Erdgeschoss gelegt worden, da hier häufig Geschäfte und Passagen untergebracht wurden, die möglichst große offene Flächen zur Straße hin beanspruchten. Zwischen den stützenden Stahlbetonpfeilern fehlte daher häufig das gegenüber Scherkräften stabilisierendes Mauerwerk. Dadurch kippten die Stützpfeiler im Erdgeschoss und brachten das ganze Gebäude zum Einsturz. Auch stellte sich bei einigen eingestürzten Gebäuden heraus, dass Teile der Strukturen nicht in Massivbauweise ausgeführt wurden, sondern beispielsweise leere Ölkanister mit verbaut worden waren, offensichtlich um Baumaterial zu sparen, was möglicherweise eine strukturelle Instabilität verursacht hatte.
In Reaktion auf die schwerwiegenden Störungen der Energieversorgung erklärten Vertreter von Taiwan Power Company („Taipower“), Taiwans staatlichem Energieversorgungsunternehmen, dass das Stromversorgungsnetz Taiwans verstärkt umgebaut werden müsse, um künftig ähnliche Energieausfälle zu vermeiden. Als Hauptargument, warum dies bisher nicht geschehen sei, wurden gesetzliche Regulierungen genannt. Vertreter von Taipower äußerten ihre Frustration darüber, dass vielfache frühere Versuche, geeignetes Land zu erwerben, um dort Hochspannungsmasten zu errichten, gescheitert seien. Unter diesen Bedingungen sei es kaum möglich, die Energieversorgung zu garantieren.

## Wirtschaftliche Auswirkungen
Zum Zeitpunkt des Erdbebens waren in Taiwan mehr als 50 % der weltweiten Wafer-Produktion und mehr als 10 % der weltweiten Silizium-Halbleiterfertigung angesiedelt. Zudem produzierte Taiwan etwa 80 % aller Hauptplatinen in Personalcomputern, den größten Teil der weltweit hergestellten Computer-Mäuse und Computer-Tastaturen und einen erheblichen Teil der Videobildschirme. Direkt nach dem Erdbeben wurden Bedenken geäußert, dass es hier zu Engpässen kommen könnte. Etwa eine Woche nach dem Erdbeben wurde der Schaden für die taiwanische Halbleiterindustrie auf 400 Millionen US$ geschätzt. Davon entfielen jedoch nur 5 % auf tatsächliche Beschädigungen von Sachwerten und der Rest auf Verluste durch die Unterbrechungen der Prozessabläufe. In der Folgezeit kam es auf dem Weltmarkt zu einem deutlichen Preisanstieg für Speicherbausteine. Im Juni 1999 kosteten 64 MB Datenspeicher 40 US$ und eine Woche nach dem Erdbeben 160 US$. Einen Monat nach dem Beben war der Preis wieder auf 80 US$ abgefallen. Durch den länger anhaltenden Preisanstieg konnten die taiwanischen Hersteller ihre Verluste schnell wieder kompensieren.

## Finanzielle Leistungen der Regierung
Die Regierung Taiwans rief im Dezember 1999 einen Hilfsfonds zum Wiederaufbau ins Leben, der für 5 Jahre angelegt war. Die Central Bank of China, die Zentralbank Taiwans vergab niedrigverzinste Kredite zum Wiederaufbau erdbebenzerstörter Hauser in Gesamthöhe von 3 Milliarden US$ an die Betroffenen. Jeder Hausbesitzer erhielt von der Regierung 6.500 US$ pro vollständig zerstörtem Haus und 3.250 US$ je teilweise zerstörtem Haus.
Das Erdbeben ereignete sich im Vorfeld der Präsidentenwahl 2000, die am 18. März 2000 stattfand. Verschiedene Spitzenkandidaten bemühten sich, sich in den Medien als erfahrene und seriöse Krisenmanager zu präsentieren.